# John Griffith Roberts
John Griffith Roberts (Abercynon, 11 settembre 1946 – 4 gennaio 2016) è stato un calciatore gallese, di ruolo difensore.

## Carriera

### Club
Ha giocato nella massima serie del campionato inglese con Arsenal e Birmingham City.

### Nazionale
Dal 1971 al 1976 ha giocato 22 partite con la Nazionale gallese.

## Palmarès

### Club

#### Competizioni nazionali
- Coppa del Galles: 2

Swansea Town: 1965-1966
Wrexham: 1977-1978
- Campionato inglese: 1

Arsenal: 1970-1971
- Coppa d'Inghilterra: 1

Arsenal: 1970-1971

#### Competizioni internazionali
- Coppa delle Fiere: 1

Arsenal: 1969-1970